# Umm Salal
Umm Salal (în arabă أم صلال; scris și Umm Slal) este o municipalitate din statul Qatar.
Acesta conține mai multe locuri istorice, cum ar fi Turnul Barzan. Sediul municipal Umm Salal este situat în Umm Salal Ali, la aproximativ 10 km de coastă și la 15 km nord de Doha, capitala Qatarului.